# 圣玛丽 (杜省)
圣玛丽（法語：Sainte-Marie，法語發音：[sɛ̃t maʁi] ⓘ）是法国杜省的一个市镇，位于该省东北部，属于蒙贝利亚尔区。

## 地理
圣玛丽（47°30'27"N, 6°41'43"E）面积7.17 平方千米，位于法国勃艮第-弗朗什-孔泰大區杜省，该省份为法国东部内陆省份，北起上索恩省，西接汝拉省，东部及东南部与瑞士接壤，东北部与贝尔福地区省接壤。
与圣玛丽接壤的市镇（或旧市镇、城区）包括：圣于连-莱蒙贝利亚尔、巴旺、阿尔塞、卢格尔、蒙特努瓦、普雷桑特维莱。

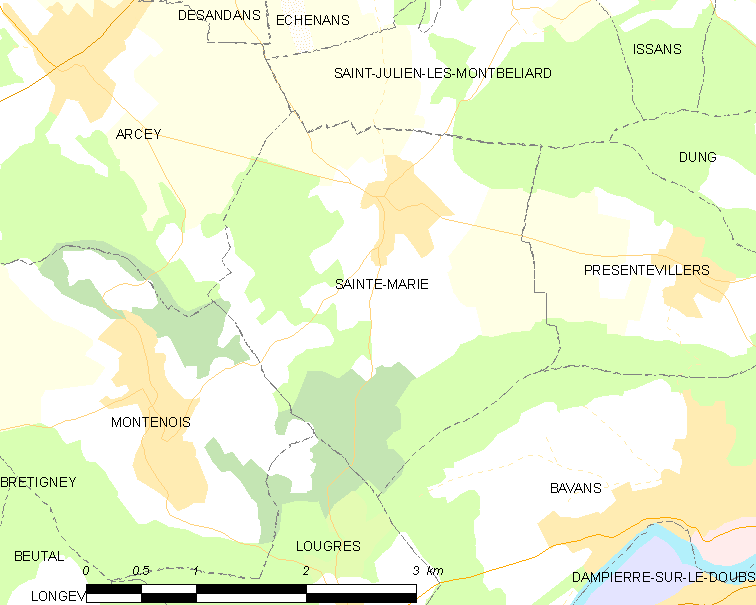
的OSM定位图

圣玛丽的时区为UTC+01:00、UTC+02:00（夏令时）。

## 行政
圣玛丽的邮政编码为25113，INSEE市镇编码为25523。

## 政治
圣玛丽所属的省级选区为巴旺县。

## 人口

1962-2008年间人口变化图示

圣玛丽于2022年1月1日时的人口数量为655人。